# Brenelle

Brenelle este o comună în departamentul Aisne din nordul Franței. În 1 ianuarie 2022 avea o populație de 194 de locuitori.